# Манильское соглашение
Мани́льское соглашение 1963 года (англ. Manila Accord) — трёхсторонний документ, подписанный 31 июля 1963 года лидерами Малайской Федерации, Филиппин и Индонезии в Маниле. В соглашении декларировалась приверженность сторон так называемой «Доктрине Макапагала», предусматривавшей развитие между этими тремя странами дружественных взаимоотношений с прицелом на эвентуальное формирование ими конфедерации Мафилиндо, а также оговаривались условия самоопределения британского Северного Борнео (Сабахa). Впоследствии, не будучи денонсировано формально, фактически игнорировалось сторонами.

## Исторические корни проблематики соглашения

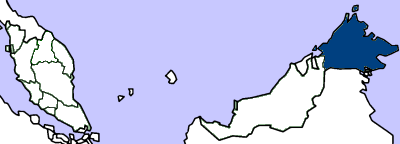
Британское Северное Борнео, впоследствии — малайзийский штат Сабах

Проблема территориальной принадлежности британского колониального владения в северной части острова Калимантан (историческое самоназвание — «Сабах», название в рамках Британской империи — «Северное Борнео») связана с запутанной историей передачи прав собственности в отношении этой территории в XV—XIX веках.
В начале XV века на Сабах распространилась власть султаната Бруней, который, в свою очередь, в 1658 году уступил его султанату Сулу.
В 1865 году эта территория была передана в аренду американскому консульскому агенту в Брунее Клоду Ли Мозесу (англ. Claude Lee Moses), продавшему вскоре права пользования ею базировавшейся в Лондоне «Американской торговой компании», которая, в свою очередь, перепродала их австро-венгерскому консулу барону Густаву фон Овербеку, активно занимавшемуся коммерческой деятельностью в регионе.
В 1879 году право на экономическую эксплуатацию Сабаха было перекуплено у фон Овербека его британскими компаньонами в рамках созданной незадолго до этого «Уполномоченной компании Британского Северного Борнео» (УКБСБ), получившей королевский патент на управление этой территорией. В 1888 году Северное Борнео получило статус протектората Великобритании, при этом администрирование этой территории оставалось прерогативой УКБСБ.
Подобная многоступенчатая передача прав собственности или аренды, ещё более осложнявшаяся отсутствием достоверных правовых документов, подтверждающих многие из соответствующих договорённостей, привела в последующем к многолетнему территориальному спору за Сабах между независимыми Малайзией и Филиппинами.
При этом в первой половине 1960-х годов сабахская проблема наложилась на более масштабную конфликтную ситуацию, сложившуюся в результате запущенного в конце 1962 года процесса формирования Федерации Малайзии на базе независимой Малайи и освобождаемых Великобританией бо́льшей части калимантанских владений — Сабаха и Саравака. Категорически против создания подобного государства выступили власти Индонезии, опасавшиеся его превращения в сателлита Великобритании и проводника западного влияния в регионе.

## Формирование трёхстороннего диалогового формата

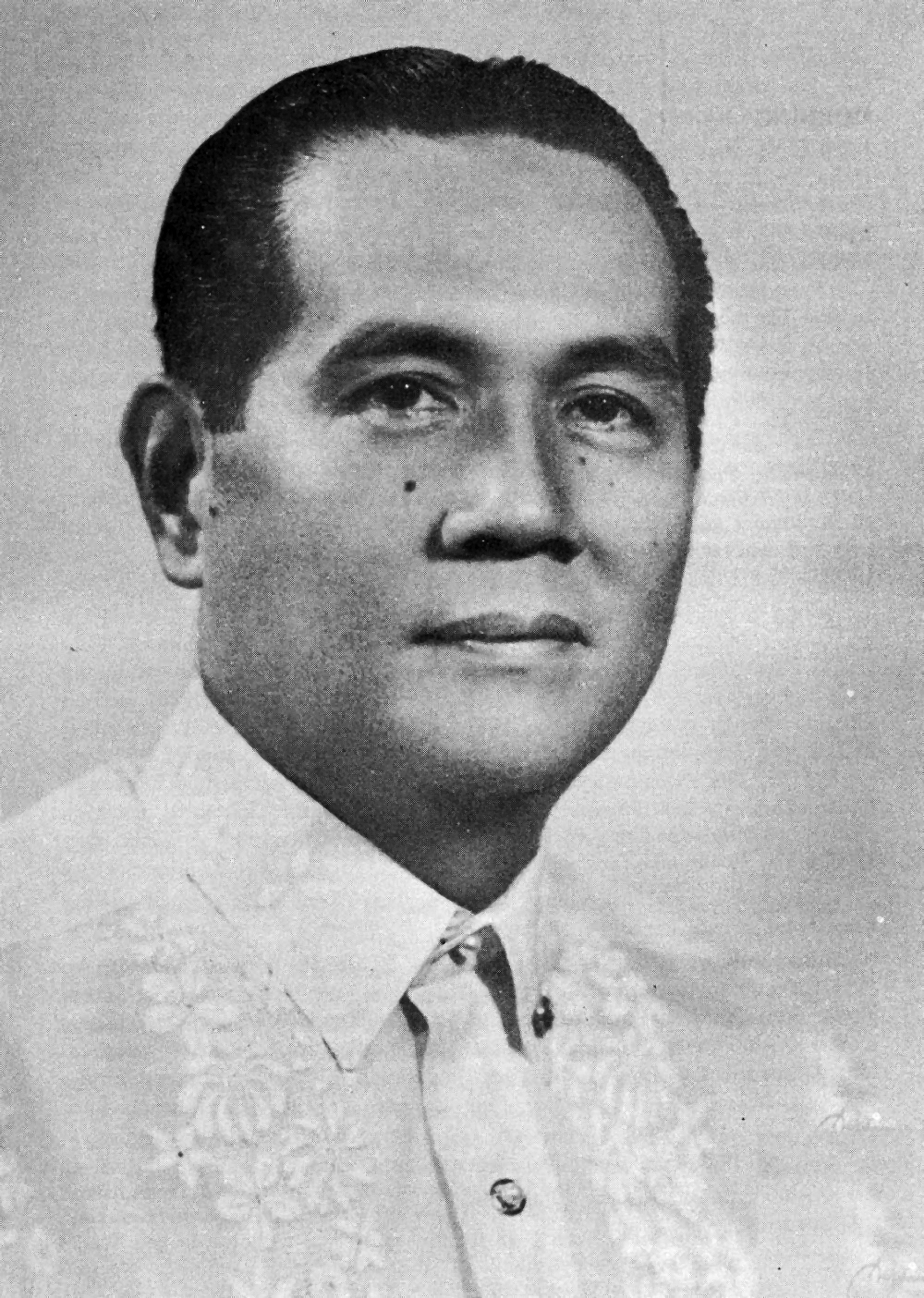
Президент Филиппин Диосдадо Макапагал — инициатор трёхстороннего диалога

После перехода индонезийцев к диверсионной деятельности на малайской территории и поддержке сепаратистских сил в Сараваке и Сабахе, правительство Филиппин выступило с посреднической инициативой, в рамках которой в марте 1963 года президент страны Диосадо Макапагал обратился к президенту Индонезии Сукарно и премьер-министру Малайи Тунку Абдул Рахману с предложением о проведении трёхсторонней встречи. В рамках так называемой «Доктрины Макапагала», урегулирование сабахской проблемы вписывалось в широкий контекст усилий по укреплению добрососедских отношений между Филиппинами, Малайзией и Индонезией с прицелом на их объединение в конечном итоге в составе конфедеративного образования.

## Заключение соглашение и его содержание
31 июля 1963 года в Маниле, после прошедших там же в марте—июле трёхсторонних консультаций на экспертном и, затем — министерском уровне открылся саммит с участием лидеров трёх стран — Д. Макапагала, Сукарно и Тунку Абдул Рахмана. В первый же день работы саммита, продолжавшегося до 5 августа, главами государств был подписан подготовленный и парафированный заблаговременно министрами иностранных дел документ, получивший название «Манильское соглашение между Филиппинами, Малайской Федерацией и Индонезией». Его не следует путать с другими итоговыми документами саммита — Манильской декларацией, подписанной 3 августа, и Манильским совместным заявлением, подписанным 5 августа 1963 года.
Соглашение представляет собой пятистраничный документ из 16 пунктов, составленный от имени министров иностранных дел — фактически, являясь итоговым отчётом предшествовавших министерских переговоров — но подписанный главами государств. В преамбуле подчёркивается готовность сторон к наращиванию скоординированных усилий по построению дружественных добрососедских отношений.
В первом разделе, озаглавленном «План Макапагала», излагается общее намерение по созданию конфедерации Мафилиндо. Сроки и механизм формирования этого объединения, как и его политико-административная структура не оговаривались — стороны ограничились планами создания Национальных секретариатов по делам Мафилиндо (англ. National Secretariats for Mapilindo Affairs) для проведения соответствующих консультаций.
Во втором разделе — «Малайзия и Северное Борнео» — стороны приветствуют создание Малайзии и заявляют о поддержке независимого самоопределения народа Северного Борнео. При этом на малайзийцев возлагалась обязанность проведения консультаций с властями Великобритании и Генеральным секретарём ООН на предмет оптимальной организации волеизъявления местного населения.
При этом Филиппины — даже в случае, если Северное Борнео, на основе волеизъявления его населения, войдёт в состав Малайзии — не отказываются от претензий на эту территорию, но обязуются отстаивать свои претензии мирным, переговорным путём, в соответствии с нормами международного права, положениями Устава ООН и Бандунгской декларации.
Следует иметь в виду, что другое калимантанское владение Великобритании, также находившееся в этот период в стадии подготовки к самоопределению — Саравак — в Манильском соглашении не упоминается (фигурирует в другом итоговом документе Манильского саммита — Совместном заявлении 5 августа).
В третьей, заключительной части соглашения декларируется договорённость о скорейшем проведении встречи на высшем уровне — собственно, Манильского саммита.

## Последствия соглашения
Манильское соглашение, наряду с другими итоговыми документами Манильского саммита, способствовало снижению напряжённости в отношениях между Филиппинами, Малайзией и Индонезией. Однако практически сразу после завершения саммита выяснилось существенное различие в восприятии идеи объединения руководством трёх стран. Власти Индонезии выступали с откровенно гегемонистских позиций: так, по заявлениям руководителя Высшего совещательного совета Руслана Абдулгани, индонезийцам в конфедерации должна была принадлежать руководящая роль «уже в силу того, что их в пять раз больше, чем филиппинцев, и в десять раз больше, чем малайзийцев». Значительная часть филиппинской политической элиты не могла отказаться от претензий на Сабах.
В этих условиях никаких мер по запуску консультационного процесса о механизме создания Мафилиндо предпринято не было. Напротив, Куала-Лумпур без соблюдения согласованных в Маниле условий форсировал переговоры с Великобританией о формировании Федерации Малайзии, которые завершились провозглашением Федерации 16 сентября 1963 года. Ни Филиппины, ни Индонезия не признали нового государства — более того, последняя официально объявила о планах вооружённой борьбы с ним. Манильские договорённости не денонсировалось официально, однако все три стороны де-факто отказались от прописанных в них обязательств — в том числе по созданию Мафилиндо.